# Лебединцев, Виталий Александрович
Виталий Александрович Лебединцев (укр. Віталій Олександрович Лебединцев) род. 17 июня 1960, Одесса, Украина, украинский баскетболист, баскетбольный тренер, спортивный менеджер, президент Федерации баскетбола Киевской области. Мастер спорта, Заслуженный тренер Украины, двукратный чемпион Украины и Кубка Украины в качестве тренера Бипа Мода/МБК Одесса. Бывший главный тренер национальной сборной Украины.

## Игровая карьера
Выпускник Одесской ДЮСШ-2 (ныне СДЮСШОР-2 им. Литвака Бориса Давыдовича) в 1977. В начале сезона 1977 перешёл в команду «Спартак» (Николаев), с 1978—1980 играл за «СКА»(Киев), в 1979 получил звание Мастер спорта, с 1981—1983 играл за команду «Водник» (Одесса). Пропустил большую часть сезон 1982/1983 из-за травмы спины.

## Тренерская карьера и карьера спортивного директора
1982-1991 ДЮСШ «Водник» (Одесса)
Тренерская карьера Виталия Лебединцева началась с детского баскетбола, в 1982 году набрал детей 1972 г. р., многократно выигрывал чемпионаты г. Одессы. На базе команды ДЮСШ «Водник»(Одесса) в 1984, 1989 и 1990 со сборной Одессы становился чемпионом Украины. В 1990 и 1991 со сборной Украины стал чемпионом первенства СССР.
1992-1994 «БИПА-Мода» (Одесса)
В 1992 Виталий Лебединцев задался целью создать новую баскетбольную команду в Одессе, у него получилось выйти на Аркадия Табачника, который впоследствии стал президентом команды «БИПА-Мода», а Виталий Лебединцев её главным тренером. В первый же год существования команды он вывел её в высший дивизион с 1-го места чемпионата первой лиги 1992/1993(в нынешнее время высшая лига). В июне 1993 команда Лебединцева выиграла первый в истории Кубок Украины. В сезоне 1993/1994 уже были завоёваны бронзовые медали чемпионата Украины. В матчах за бронзу одесситы обыграли «Шахтер-АСКО»(Донецк)(3-2 счет в серии), в который Лебединцев перешел после окончания сезона.
1995 Египет
В 1995 Виталий Лебединцев вместе с украинским тренером Владиславом Пустогаровым уезжают тренировать сборные Египта, там Пустагаров занимает должность главного тренера мужской национальной сборной, а Лебединцев должность главного тренера женской национальной сборной, и также по совместительству они становятся ассистентами друг у друга. В Зимбабве на Африканских играх им удаётся занять 1-е место с мужской сборной и 3-е место с женской сборной.
1997-2001 «БИПА-Мода-СКА»/МБК «Одесса»
В 1997 Виталия Лебединцева возвращают в Одессу в качестве спортивного директора, в том сезоне командой руководил Юрий Селихов. В сезоне 1997/1998 команда завоёвывает первое золото чемпионата Украины в своей истории обыграв в финале команду «Будивельник» (3-0 в серии).
В сезоне 1998/1999 Лебединцев снова становится чемпионом Украины, но уже в качестве главного тренера команды. В финале одолели «ЦСКА-Рико» в пятиматчевой финальной серии. Из личных достижений в том сезоне также можно отметить награду лучший тренер сезона.
В сезоне 1999/2000 команда, которой руководит Виталий Лебединцев, меняет своё название на «МБК Одесса». В том сезоне команда занимает 2-е место в чемпионате Украины, уступив в финале в пятом матче серии всего 3 очка команде БК «Киев». В интервью газете «Одесса-Спорт» вскоре после окончания чемпионата, он заявил: «Меня не покидает ощущение, что мы выиграли финал.».
Сезон 2000/2001 можно считать самым успешным в тренерской карьере Виталия Лебединцева. В этом сезоне были выиграны все соревнования, где его команда принимала участие. Сначала был взят Кубок Украины в Измаиле, в финале был повержен МБК «Николаев» с разницей в 1 очко (82-81). Затем в домашнем финале 4-х «Челлендж Кап» НЕБЛ, в полуфинале в дополнительной пятиминутке был обыгран клуб из Англии «Бёрмингем Буллетс» (102-93), а в матче за 1-е место с разницей в 16 очков обыграли литовскую «Алиту» (98-82). В регулярном чемпионате команда МБК «Одесса» заняла 1-е место с результатом 39 побед и только 5 поражений, в полуфинале обыграли «Мариуполь» (2-0 в серии), а в матчах за золото одолели БК «Киев» (3-2 в серии).
2003-2008 БК «Киев» и сборные Украины
В 2003 Виталий Лебединцев возглавил БК «Киев», в середине сезона подал в отставку. После отставки возглавил сборную Украины до 16 лет (1988 г. р.), летом 2004 занял 1-е место на чемпионате Европы (дивизион Б) в Болгарии. В начале сезона 2004/2005 занимает должность спортивного директора в БК «Киев», в том сезоне клуб становится чемпионом Украины и выходит в финал FIBA EuroCup. Летом 2005 со сборной до 16 лет (1989 г. р.) занимает 5-е место на чемпионате Европы в Испании. Тем же летом 2005, Лебединцев поехал в качестве ассистента главного тренера национальной сборной Украины на чемпионат Европы в Сербии и Черногории. В сезоне 2005/2006 возглавляет БК «Киев-2», команда в основном состояла из молодых исполнителей которых привёл Лебединцев в структуру команды БК «Киев». В том сезоне выигрывает чемпионат Высшей лиги, а в качестве спортивного директора БК «Киев» команда занимает 3-е место в FIBA EuroCup, 2-е место в розыгрыше Кубка Украины и 2-е место чемпионата Украины. Летом 2006 года Виталия Лебединцева назначают главным тренером национальной сборной Украины. В сезоне 2006/2007 снова с командой БК «Киев-2» берет золотые медали чемпионата Высшей лиги, а с основной командой в качестве спортивного директора становится обладателем Кубка Украины, также команда повторила прошлогодний результат заняв 2-е место в чемпионате Украины. Летом 2007 после неудачного выступления сборной Лебединцев подаёт в отставку. А в феврале 2008 подаёт в отставку с поста спортивного директора БК «Киев».
За время пребывания в БК «Киев» Лебединцев проделал огромный объём работы, именно он приводил в клуб и подготовил игроков, которые впоследствии были игроками национальной сборной Украины. Среди этих игроков были: Алексей Печеров, Вячеслав Кравцов, Денис Лукашов, Руслан Отверченко, Максим Звонов (Пустозвонов), Артём Швец, Александр Липовый.
Также Лебединцев привёл Виталия Черния в БК «Киев» на должность главного тренера второй команды.
2008-2010 БК «ОДЕССА»
Уже к третьему возвращению Виталия Лебединцева в Одессу, в феврале 2008, команда имела название БК «Одесса». Несмотря на заметные улучшения в игре команды, Лебединцеву все равно не удалось вывести команду в плей-офф, им не хватило одной победы для попадания в серию игр на выбывание.
В сезоне 2008/2009 в Украинском баскетболе произошёл раскол и было два элитных дивизиона, чемпионат Суперлиги и чемпионате УБЛ, БК «Одесса» в том сезоне выступала в чемпионате УБЛ. Команда Виталия Лебединцева смогла пробиться в финал Кубка УБЛ, где уступила «Будивельнику». В чемпионате УБЛ команда заняла 4-е место уступив «Львовской Политехнике» в играх за бронзовые медали. Также в этом сезоне Лебединцев был выбран главным тренером команды «Матча всех звёзд» УБЛ.
В сезоне 2009/2010 клуб смог похвастаться только попаданием в плей-офф чемпионата Украины. В середине сезона 2010/2011 после проблем со здоровьем Виталий Лебединцев подал в отставку. За время своего третьего пребывания команда Лебединцева запомнилась как команда играющая в быстрый и зрелищный баскетбол.
После 2010
После Одессы Лебединцев вернулся в БК «Киев» в качестве спортивного директора. Проработал там до 2015. Из достижений можно выделить, что команда дважды выходила в плей-офф чемпионата Украины и участвовала в финале 4-х Кубка Украины.
С 2023 является президентом федерации баскетбола Киевской области.

## Достижения

### В качестве игрока
Мастер спорта (1979г)

### В качестве тренера
Виталию Лебединцеву как тренеру принадлежит ряд уникальных достижений, которые ещё никто не смог повторить в Украине:
- первый и один из двух украинских тренеров за время независимой Украины выигравший Европейский трофей («Челлендж Кап» НЕБЛ) с украинским клубом;

- 5-е место на чемпионате Европы (до 16 лет) (дивизион А) (лучший результат среди всех молодёжных сборных);

В общей сложности Лебединцев выигрывал чемпионат Украины 4 раза (2 раза как тренер, 2 раза как спортивный директор) и 3 раза становился обладателем Кубка Украины (2 раза как тренер, 1 раз как спортивный директор).
ДЮСШ «Водник» (Одесса)
- 1984 — сб. Одессы (1972 г. р.) — чемпион Украины;
- 1989 — сб. Одессы (1972 г. р.) — чемпион Украины;
- 1990 — сб. Украины (1972 г. р.) — чемпион СССР;
- 1990 — сб. Одессы (1973 г. р.) — чемпион Украины;
- 1991 — сб. Украины (1973 г. р.) — чемпион СССР;

«БИПА-Мода»/МБК Одесса/БК Одесса
Чемпионат Украины:
- (2) 1998/1999, 2000/2001
- (1) 1999/2000
- (1) 1993/1994

Кубок Украины:
- (2) 1993, 2000/2001

НЕБЛ Челлендж Кап:
- (1) 2000/2001

Высшая лига:
- (1) 1992/1993

Кубок УБЛ:
- (1) финалист 2008/2009

БК «Киев −2»
Высшая лига:
- (2) 2005/2006, 2006/2007

Мужская/Женская сборная Египта
Африканские игры:
- (1): 1995 как ассистент
- (1): 1995 женская сборная

Сборная Украины до 16 лет
- (1) 2004 (дивизион Б)

- 5-е место 2005 Чемпионат Европы до 16 лет (дивизион А)

Личные достижения:
- Лучший Тренер сезона 1998/1999

- В 2014 награждён званием Заслуженный тренер Украины.

- В 2016 внесён в Энциклопедию Современной Украины.

В качестве спортивного директора:
«БИПА-Мода»/МБК Одесса
Чемпионат Украины:
- (1) 1997/1998

БК «Киев»
Чемпионат Украины:
- (1) 2004/2005
- (2) 2005/2006, 2006/2007

Кубок Украины:
- (1) 2006/2007
- (1) 2005/2006

FIBA EuroCup:
- (1) 2004/2005
- (1) 2005/2006

В общей сложности Лебединцев выигрывал чемпионат Украины 4 раза (2 раза как тренер, 2 раза как спортивный директор) и 3 раза становился обладателем Кубка Украины (2 раза как тренер, 1 раз как спортивный директор).

## Звания
- Заслуженный тренер Украины